# Arrondissement Châteaulin
Châteaulin is een arrondissement van het Franse departement Finistère in de regio Bretagne. De onderprefectuur is Châteaulin.

## Kantons
Het arrondissement was tot 2014  samengesteld uit de volgende kantons:
- Kanton Carhaix-Plouguer
- Kanton Châteaulin
- Kanton Châteauneuf-du-Faou
- Kanton Crozon
- Kanton Le Faou
- Kanton Huelgoat
- Kanton Pleyben

Na de herindeling van de kantons door het decreet van 13 februari 2014, met uitwerking op 22 maart 2015, omvat het volgende kantons:
- Kanton Briec (deel: 13/18)
- Kanton Carhaix-Plouguer
- Kanton Crozon (deel: 17/18)
- Kanton Douarnenez (deel: 1/16)
- Kanton Pont-de-Buis-lès-Quimerch (deel: 4/17)
- Kanton Quimper-1 (deel: 1/7)